# Nationalsozialistischer Deutscher Studentenbund

Heute als Kennzeichen einer ehemaligen nationalsozialistischen Organisation verboten: Abzeichen des NSDStB

Der Nationalsozialistische Deutsche Studentenbund (NSDStB; auch NSD-Studentenbund) war eine 1926 gegründete Gliederung der Nationalsozialistischen Deutschen Arbeiterpartei (NSDAP) für Studenten. Sie sollte im Auftrag der NSDAP die weltanschauliche Schulung der Studenten im Sinne der nationalsozialistischen Ideologie übernehmen. Der NSDStB war wie alle Parteigliederungen streng nach dem Führerprinzip aufgebaut, kasernierte die Studenten in Kameradschaftshäusern (mehrheitlich übernommenen Korporationshäusern) und stattete sie ab 1930 mit braun gefärbten Hemden und Hakenkreuzfahne aus.
Das Ehrenzeichen des NSD-Studentenbundes zählt in der Bundesrepublik Deutschland zu den verfassungsfeindlichen Propagandamitteln, deren Herstellen, öffentliches Tragen oder Verbreiten verboten ist.

## Bis 1933
Die beiden Studenten Helmut Podlich und Wilhelm Tempel der Juristischen Fakultät der Ludwig-Maximilians-Universität München gründeten 1926 den Nationalsozialistischen Deutschen Studentenbund. Der entsprechende, von ihnen verfasste Gründungsaufruf erschien am 20. Februar 1926 im Völkischen Beobachter.
In den ersten Jahren fasste der NSDStB nur mühsam Fuß in der Studentenschaft, zumal sich dessen Führung anfänglich am Gedankengut des „linken“ NSDAP-Flügels um Gregor Strasser und Otto Strasser orientierte und in seiner Propaganda deutlich antibürgerliche und antikorporative Töne anschlug.
1928 übernahm jedoch Baldur von Schirach die Führung des NSDStB und bemühte sich in der Folge mit wachsendem Erfolg um neue Mitglieder, auch unter den klassischen Studentenverbindungen. Gegen diese Vereinnahmung regte sich vielerorts jedoch zugleich Widerstand: Im Mai 1930 etwa erschien in der „Deutschen Corpszeitung“ eine eindringliche Warnung vor einem parteipolitischen Engagement im Allgemeinen und solchem für die NSDAP im Besonderen. Trotzdem wurde im Januar 1931 der NSDStB gegen den Protest des Kösener Senioren-Convents-Verbandes (KSCV) vom Allgemeinen Deutschen Waffenring als gleichberechtigter Partner anerkannt. Der Vertrag wurde von einigen traditionellen Verbindungen im August wieder gekündigt, weil die Erwartung, Wirkungsbereiche zu trennen, nicht erfüllt wurde. Für die weiblichen Studenten wurde im Jahr 1930 zudem die Arbeitsgemeinschaft Nationalsozialistischer Studentinnen (ANSt) als Untergliederung ins Leben gerufen.
Der Erfolg unter den deutschen Studenten war jedoch nicht mehr aufzuhalten: Nach heftigem Widerstand des alten Vorstandes übernahm der NSDStB auf dem Grazer Studententag im Juli 1931 die Führung der Deutschen Studentenschaft (DSt). In seiner Abschiedsrede griff der scheidende Vorsitzende der DSt Hans-Heinrich Schulz (Mitglied des Corps Hildeso-Guestphalia Göttingen) den NSDStB wegen dessen Totalitätsanspruchs scharf an und erklärte unter anderem:

„In dem Augenblick, in dem eine politische Partei der Deutschen Studentenschaft ausschließlich ihren Stempel aufdrückt, wird man von einer Deutschen Studentenschaft nicht mehr sprechen können.“

Im Juli 1932 war die faktische Selbstgleichschaltung der DSt vollzogen: Auf dem Königsberger Studententag erschienen die Delegierten in den Uniformen der NSDAP-Gliederungen; an nahezu allen Universitäten stellte der NSDStB den Allgemeinen Studentenausschuss (AStA).
Der wachsende Einfluss des NSDStB zeigte sich auch in der zunehmenden Aggressivität studentischer Politik und in hasserfüllten Kampagnen gegen einzelne Hochschullehrer, deren Lehrveranstaltungen boykottiert oder gewaltsam gesprengt wurden. Zu den Opfern solcher Kampagnen gehörten unter anderem der Mathematiker Emil Julius Gumbel, der Theologe Günther Dehn und der Jurist Ernst Joseph Cohn. In diesen Aktionen agierte der NSDStB in der Regel als Speerspitze einer sehr viel breiteren Bewegung, der sich auch andere rechtsgerichtete Studentengruppen und zahlreiche Korporationen anschlossen.
Im Winter 1932/33 kam es noch einmal zu Protesten gegen den totalen Machtanspruch des NSDStB, der bei verschiedenen AStA-Wahlen starke Stimmenverluste hinnehmen musste. Auch die Korporationsverbände standen nach anfänglicher Kooperation nun in scharfer Opposition zum NSDStB und gründeten noch kurz vor der Machtergreifung die Hochschulpolitische Arbeitsgemeinschaft studentischer Verbände. Mit der Ernennung Adolf Hitlers zum Reichskanzler am 30. Januar 1933 wurde aber auch dieser Versuch, sich gegen den totalitären Machtanspruch der NSDAP zu wehren, obsolet.

## Ab 1933

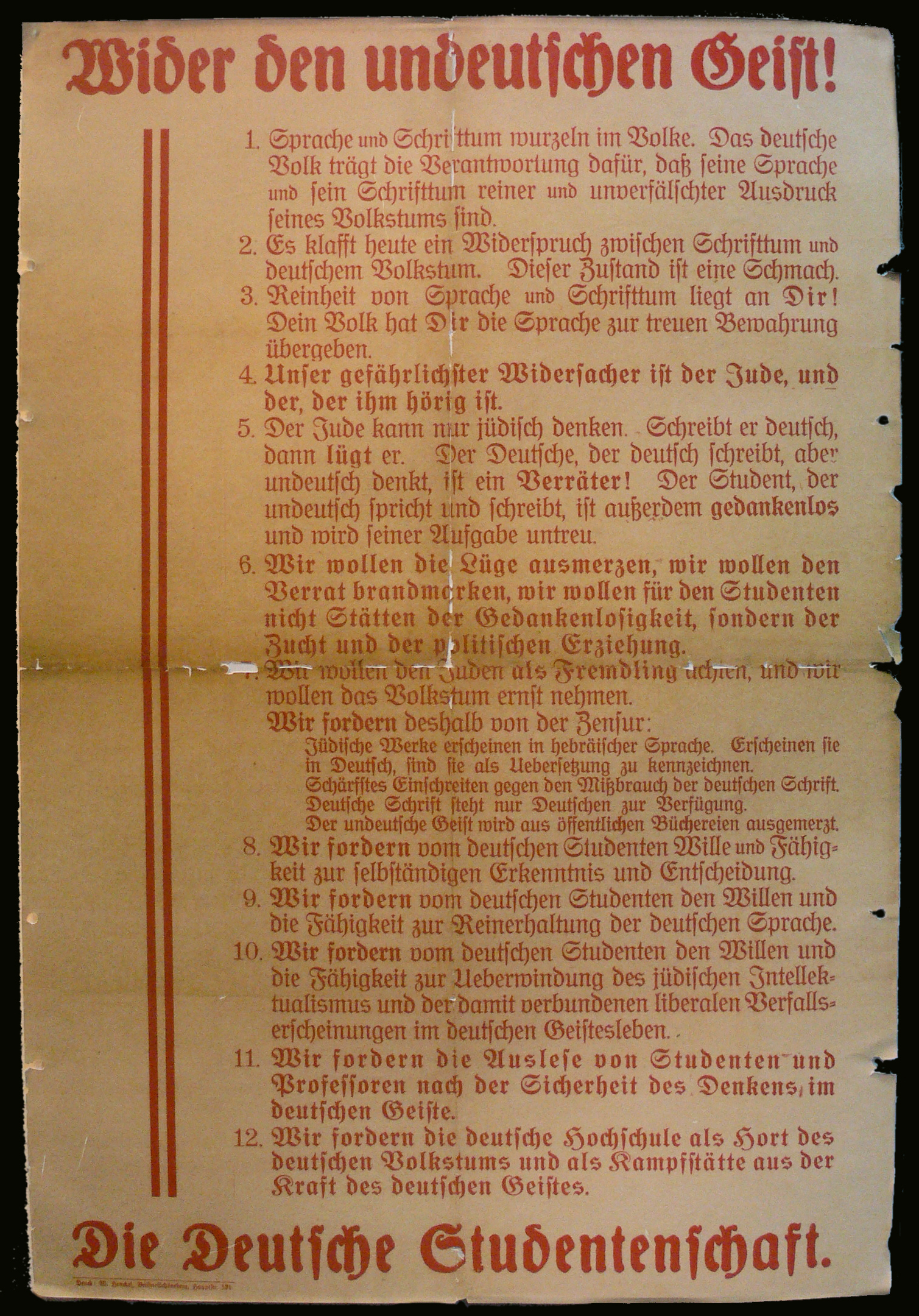
Flugblatt der Deutschen Studentenschaft, das 1933 zur Bücherverbrennung verbreitet wurde

Mit der Deutschen Studenten-Zeitung (später umbenannt in Die Bewegung) schuf sich der NSDStB 1933 ein publizistisches Zentralorgan. Im April 1933 initiierte die Deutsche Studentenschaft unter Führung des NSDStB die Aktion wider den undeutschen Geist, die in allen Universitätsstädten anlief. Es wurden 12 Thesen verbreitet (siehe Flugblatt), u. a. die Forderung nach einer Zensur, die in der Praxis längst angewandt wurde. In Berlin plünderten Sportstudenten Anfang Mai 1933 auf Trompetensignal das 1919 gegründete Institut für Sexualwissenschaft, das im Bezirk Tiergarten in der Straße „In den Zelten“ gelegen war. Sie transportierten 15 Zentner Literatur aus der weltweit bekannten Fachbibliothek und brachten sie zum Studentenhaus in der Oranienburger Straße. Dort befanden sich bereits Bücher aus anderen Bibliotheken, die bei so genannten Sammelaktionen gestohlen oder unter Gewaltanwendung geraubt worden waren. Am 10. Mai wurden Teile der Literatur aus dem Studentenhaus in einem Zug durch das Brandenburger Tor zum Opernplatz gebracht und in der Dunkelheit mit so genannten Feuersprüchen verbrannt. Ab Mitternacht hielt Propagandaminister Goebbels eine Rede an – so wörtlich – meine Kommilitonen. Unter den Autoren der verbrannten Bücher waren Erich Kästner, Ernst Glaeser, Heinrich Mann, Erich Maria Remarque. Kästner war anwesend, blieb in der Menge jedoch unentdeckt.
Diese Aktion ging als Bücherverbrennung 1933 in Deutschland in die Geschichtsbücher ein und fand ähnlich an anderen Standorten von Universitäten und Hochschulen statt.

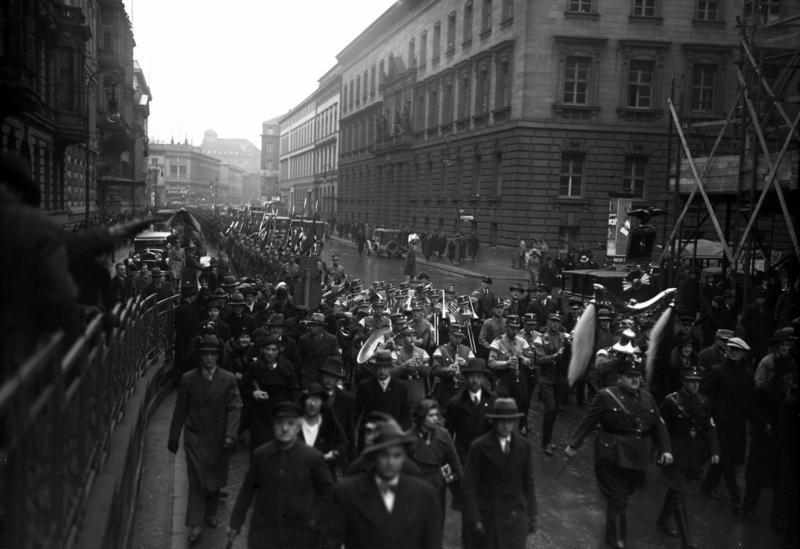
Der nationalsozialistische Studentenbund zieht durch die Wilhelmstraße in Berlin (7. Februar 1934), Aufnahme aus dem Bundesarchiv

Noch 1934 kam es in den Göttinger Krawallen zu gewalttätigen Auseinandersetzungen zwischen traditionellen Verbindungsstudenten und dem NSDStB, dessen Reichsführer Albert Derichsweiler (1934–36) einen rigorosen Kampf gegen die Korporationen führte. 1935 wurde die Gemeinschaft studentischer Verbände (GStV) gegründet, die von der Parteiführung der NSDAP anfangs anerkannt wurde. Führer der GStV wurde der Staatssekretär und Chef der Reichskanzlei Hans Heinrich Lammers, Mitglied der Wratislavia Breslau und Altherrenführer des Miltenberger Rings. Spätestens am 20. Oktober 1935 lösten sich die traditionellen Verbindungen auf. Indem Teile von Altherrenschaften sich Kameradschaften des NSDStB anschlossen, konnten viele Verbindungen überleben und die Korporationshäuser erhalten.
Anfang September 1935 wurde der Kösener Senioren-Convents-Verband aus der Gemeinschaft Studentischer Verbände ausgeschlossen, „weil er die restlose Durchführung der Ariergrundsätze nicht freiwillig übernommen hat“. Dieses überraschende Vorgehen der G.St.V. erklärt sich aus einem Artikel von Albert Derichsweiler im Völkischen Beobachter:

„Die Zeiten der Verhandlungen und Besprechungen haben ein Ende gefunden durch unseren Entscheid, die studentische Generation vor die Entscheidung zu stellen: Studentenbund oder Korporation, politischer Student oder unpolitischer Spießer.“

1936 entzog der NSDStB allen Studentenverbindungen die Anerkennung. Im selben Jahr wurde Gustav Adolf Scheel als Reichsstudentenführer eingesetzt, der in Personalunion auch der Deutschen Studentenschaft, dem Reichsstudentenwerk und dem NS-Dozentenbund vorstand.
1937 erließ der NSDStB die Ehrenordnung des deutschen Studententums. Mit dieser wurde einheitlich die unbedingte Satisfaktion auf leichtem Säbel eingeführt. Ab 1938 musste aber jedes Duell vom Reichsstudentenführer genehmigt werden.
Anfang 1944 wurde diese Satisfaktion de facto abgeschafft.
Der Alliierte Kontrollrat erließ am 10. Oktober 1945 das Kontrollratsgesetz Nr. 2 (Auflösung und Liquidierung der Naziorganisationen). Darin wurden 62 Organisationen verboten, darunter der NSD-Studentenbund, und ihr Eigentum beschlagnahmt.

## Bundes- und Reichsführer des NSDStB (1926–1945)
- 1926–1928: Wilhelm Tempel
- 1928–1932: Baldur von Schirach, seit 1931 zugleich Reichsjugendführer
- 1932/33: Gerd Rühle
- 1933/34: Oskar Stäbel, zeitweilig auch Führer der Deutschen Studentenschaft
- 1934–1936: Albert Derichsweiler
- 1936–1945: Gustav Adolf Scheel (s. o.)